# Cogotas
Las Cogotas est un castro situé à Cardeñosa, dans la province d'Ávila, en Espagne. Le site présente deux périodes archéologiques : la première est datée de l'âge du bronze, entre environ 1550 et 950 av. J.-C. (Cogotas I), et la seconde appartient à l'âge du fer (Cogotas II).

## Situation
Le castro de Las Cogotas est situé à Cardeñosa, dans la province d'Ávila, en Castille-et-León, non loin de Madrid.

## Historique
Dans les années 1920, Juan Cabré effectue des fouilles qui permettent de distinguer deux établissements successifs sur le même site. Le premier correspond à l'âge du bronze et le second à l'âge du fer.

### Cogotas I (âge du bronze)
Il semble qu'il s'agisse d'une population sédentaire, mais avec des habitations assez rudimentaires (simples huttes de pierre, de boue et de paille), qui pratique l'inhumation des morts.
Cogotas I (d'environ 1550 à 950 av. J.-C.) est caractérisé par une poterie noire de forme tronconique décorée à l'aide de deux techniques : l'incision et la technique dite boquique. Il s'agit poterie noire grossière avec une décoration particulière, réalisée avec de petits poinçons ou des scies dentées avec lesquelles l'argile est enlevé, créant des traces pour l'incorporation ultérieure de la pâte blanche, capable de faire ressortir les motifs géométriques (oreilles, lignes et figures en zigzag).
Cette culture se développe dans les plaines du plateau central de la péninsule ibérique. Elle est contemporaine de la culture des champs d'urnes dans la vallée de l'Èbre au nord-est de la péninsule qui favorise l'arrivée de la culture celtique. Le sud de la péninsule subit lui des influences diverses.
| |
| Civilisation de la péninsule ibérique vers 1500 av. J.-C. (âge du bronze moyen). La zone occupée par la culture Cogotas I est en orange. |

|                                            |
| Plan du site archéologique de Las Cogotas. |

| |
| Cogotas I (1100-800 av. J.-C.) : Fragment de poterie décoré avec excision conservé au musée archéologique de Valladolid. |

| |
| Cogotas I (1100-800 av. J.-C.) : spécimen de céramique de Boquique provenant d'une sépulture découvert à San Román de Hornija et conservé au musée archéologique de Valladolid. |

### Cogotas II (âge du fer)
La deuxième phase dite « Celtique » correspond à l'âge du fer et donne au peuple des Vettons. À cette période, ce peuple commence à élever des forteresses dénommées « castro » et des sculptures de taureaux et de sangliers en granit comme les taureaux de Guisando ou ceux de Mingorría, dont la signification et la fonction nous sont encore inconnues. Ces animaux doivent avoir une importance particulière pour les Vettons, car de nombreuses représentations de taureaux et de sangliers se trouvent à proximité ou dans leurs établissements, où divers enclos pour le bétail sont également attestés. Selon Jesús Rafael Álvarez-Sanchís, il s'agit de symboles destinés à signaler les pâturages autour des principales agglomérations. 
Les Vettons occupent un territoire important à l'Âge du fer, correspondant aux provinces actuelles d'Ávila, de Salamanque et en partie aux  provinces de Tolède, de Zamora, de Cáceres et à la zone de Trás-os-Montes, au Portugal.
De la même manière que sur d'autres sites similaires, Las Cogotas comptait alors plusieurs enceintes, dont certaines destinées au bétail, et une importante nécropole.
La caractéristique la plus remarquable des Vettons est la présence de verracos et de taureaux de granit situés sur des terrains d'économie pastorale.
|                                                      |
| Localisation des Vettons dans la péninsule Ibérique. |

|                                                        |
| Fibule trouvée sur le site (Xe-VIIIe siècle av. J.-C.) |

|                                                     |
| Cogotas II. Un verraco en granit près de Mingorria. |

### Ouvrages
- (es) Martín Almagro Gorbea et G. M. y Ruiz Zapatero, Paleoetnología de la Península Ibérica. Complutum 2-3, 1992.
- (es) Martín Almagro Gorbea et G. M. y Ruiz Zapatero, Los Celtas : Hispania y Europa, Madrid, Actas, 1993.
- (es) Jesús Rafael Álvarez-Sanchís, Los vettones, Madrid, Real Academia de la Historia, 2003 (1re éd. 1999) (ISBN 978-84-95983-16-9, lire en ligne).

### Articles
- (es) Pedro V. Castro Martínez, Rafael Mico Pérez et Maria Encarna Sanahuja Yll, « Genealogía y cronología de la « cultura de Cogotas I » », Boletín del Seminario de Estudios de Arte y Arqueología, t. 61,‎ 1995, p. 51-118 (ISSN 0210-9573, lire en ligne, consulté le 27 juillet 2021).
- (es) Germán Delibes de Castro et Manuel Fernández-Miranda, « Aproximación a la cronología del grupo Cogotas I », Zephirvs, vol. 39,‎ 1987, p. 17-30 (ISSN 0514-7336, lire en ligne).
- (en) Margarita Díaz-Andreu, « Complex societies in copper and bronze age Iberia: a reappraisal », Oxford Journal of Archaeology, vol. 14, no 1,‎ mars 1995, p. 23-39.
- (es) María Dolores Fernández-Posse y de Arnaiz, « La cultura de Cogotas I », Actas del Homenaje a Luis Siret (1934-1984), Séville, Ministero della cultura,‎ 1986, p. 475-487.
- (es) M. D. Fernández-Posse, « La cerámica decorada de Cogotas I », Zephirvs, t. 39,‎ 1987, p. 231-236 (ISSN 0514-7336, lire en ligne, consulté le 27 juillet 2021).
- (es) F. J. González-Tablas, « Las murallas de Las Cogotas y La Mesa de Miranda. Apuntes a la arquitectura defensiva de los vettones », Zephyrus, no 44,‎ 2009, p. 63-79.

### Chapitres
- (es) Jesús Rafael Álvarez-Sanchís, « Los Vettones », dans Martín Almagro Gorbea et Jesús Rafael Álvarez-Sanchís, Celtas y Vettones. Catálogo de la exposición, Ávila, 2001, 3e éd..
- (es) Jesús Rafael Álvarez-Sanchís, G. Ruiz Zapatero, J. E. Benito et P. Alonso, « Las Cogotas: anatomía de un oppidum vettón », dans M. Main et E. Terés, Homenaje a Sonsoles Paradinas, Ávila, Asociación de Amigos del Museo de Ávila, 1998, p. 73-94.
- (es) Germán Delibes de Castro, « El calciolítico: la aparición de la metalurgia », dans Historia de Castilla y León, vol. 1 : La prehistoria del Valle del Duero, Valladolid, Ambito Ediciones, 1995 (ISBN 84-86047-45-5), p. 36-53.